# Waldenburg (Sachsen)
Waldenburg ist eine Stadt im Norden des sächsischen Landkreises Zwickau. Sie ist Sitz der Verwaltungsgemeinschaft Waldenburg.

## Geographie

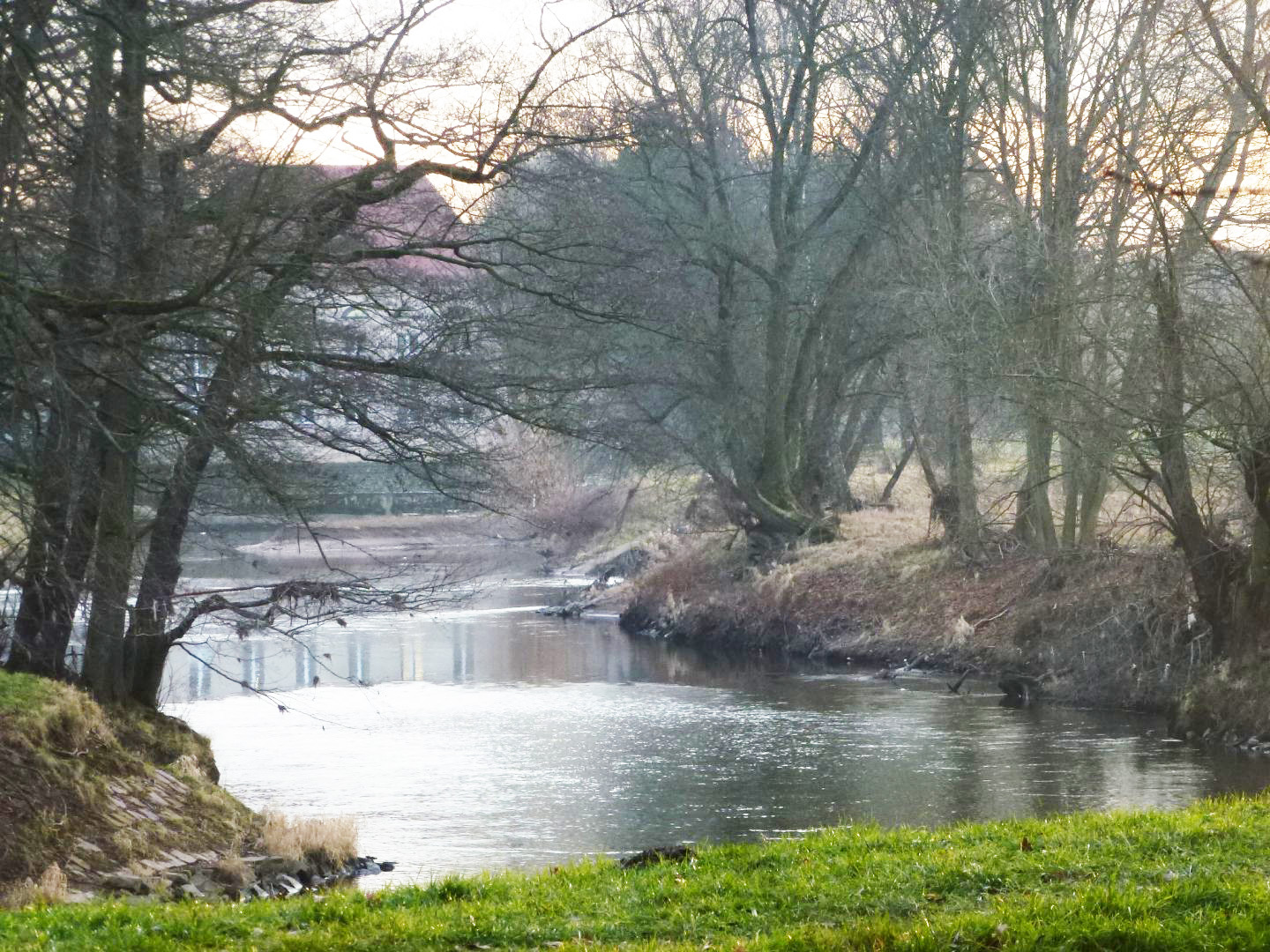
Zwickauer Mulde

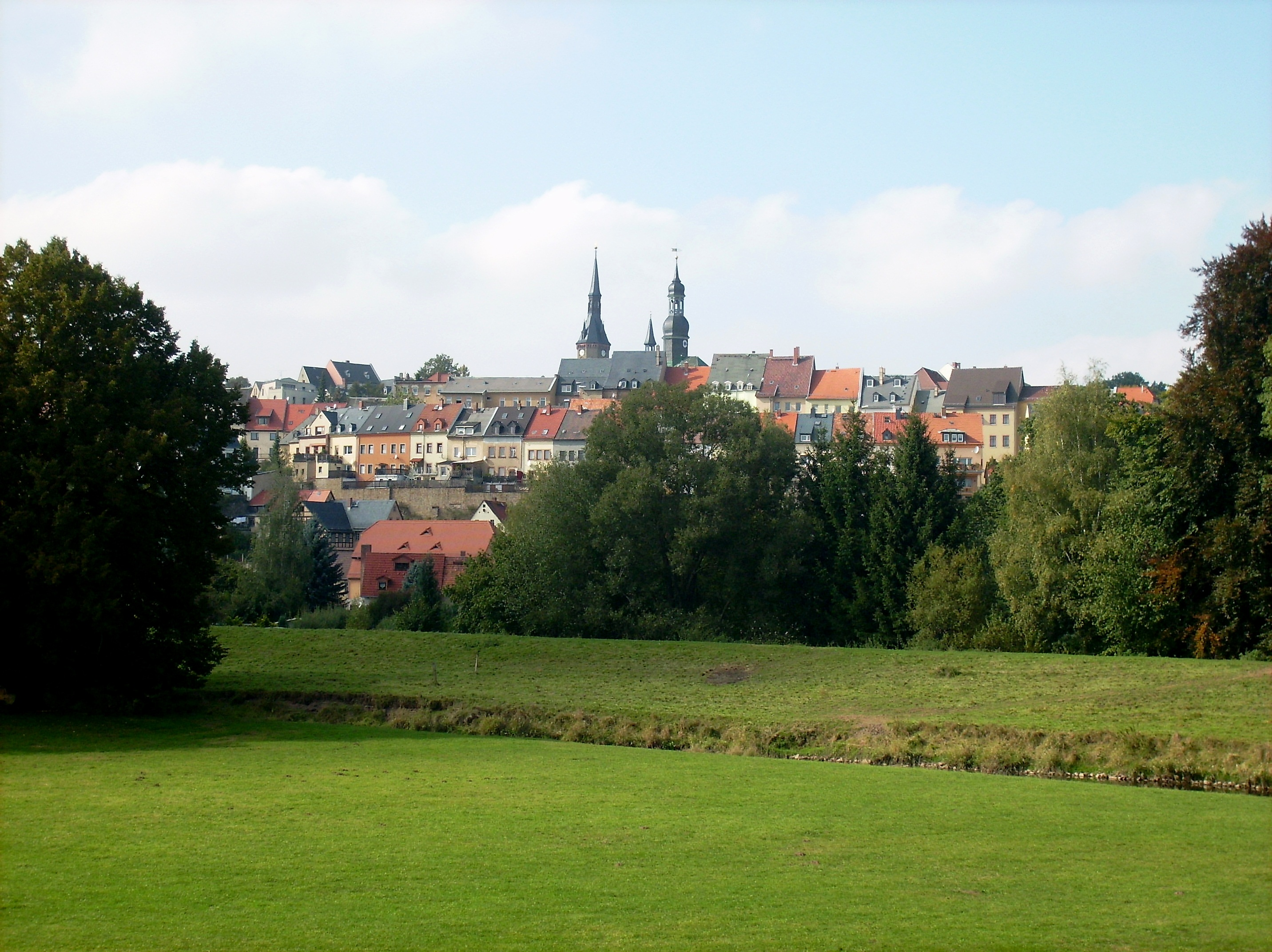
Blick über die Zwickauer Mulde auf Waldenburg

Angrenzende Gemeinden sind Callenberg, die Städte Glauchau und Limbach-Oberfrohna, Oberwiera und Remse im Landkreis Zwickau sowie Göpfersdorf und Nobitz im thüringischen Landkreis Altenburger Land.
Durch Waldenburg fließt die Zwickauer Mulde.

## Stadtgliederung
Sie besteht aus den Ortsteilen Dürrenuhlsdorf, Franken, Niederwinkel, Schlagwitz, Schwaben, Oberwinkel und Waldenburg (Oberstadt und Mittelstadt mit Altwaldenburg, Eichlaide) und Altstadt Waldenburg (Unterstadt) mit dem Ortsteil Grünfeld und der Siedlung Naundorf.
| Ortsteil             | Bevölkerung (30. Juni 2015) | Fläche in km² |
| -------------------- | --------------------------- | ------------- |
| Waldenburg Kernstadt | 3420                        | 12,06         |
| Dürrenuhlsdorf       | 98                          | 1,41          |
| Franken              | 69                          | 2,2           |
| Niederwinkel         | 170                         | 1,58          |
| Oberwinkel           | 84                          | 2,39          |
| Schlagwitz           | 131                         | 2,18          |
| Schwaben             | 211                         | 3,25          |

## Geschichte

### Chronologie
In der Zeit zwischen 1165 und 1172 wurde von Hugo von Wartha und Rudolph von Brand die Burg Waldenburg im Auftrag Kaiser Friedrich I. (genannt Barbarossa) errichtet. Um 1199 nannte sich Hugo von Wartha erstmals Hugo von Waldenburg (vgl. Waldenburg (Adelsgeschlecht)). Im Jahr 1254 soll nach der unveröffentlichten Stadtchronik von Fritz Resch die Stadt Waldenburg gegründet worden sein. Dafür gibt es jedoch keine wissenschaftlichen Belege. König Ludwig von Bayern erwähnte Waldenburg erstmals 1336. Der Nachbarort Altwaldenburg wurde erstmals 1290 und Altstadt Waldenburg im Jahr 1317 erwähnt. 1378, infolge der Erbeinigung zwischen Johannes I. von Waldenburg und Friedrich von Schönburg-Hassenstein (-Hasištejn), wurden die Schönburger die Herren der Burg, der Stadt und der Herrschaft Waldenburg.
Den Waldenburger Töpfern wurde 1388 als Ersten in Deutschland ein Innungsbrief verliehen. 1425 brannte die Stadt bis auf zwei Häuser nieder. 1430 wurde die Stadt von den Hussiten abgebrannt und geplündert. 1473 wurde ein Bürgerhaus gekauft, um es als Rathaus zu nutzen. Das erste Rathaus wurde in der Zeit zwischen 1528 und 1531 erbaut. 1576 starben 200 Menschen durch die Pest. 1633 starben abermals 389 Menschen an der Pest. Das heutige Rathaus wurde 1731 erbaut und 1777 entstand die erste Strumpfwarenfabrik. Zwischen 1780 und 1795 wurde der Grünfelder Park von Otto Carl-Friedrich von Schönburg angelegt. 1784 wurde Triks Weberei zum ersten Mal erwähnt. In den Jahren 1823 und 1824 wurde die Lutherkirche in Altstadt Waldenburg nach dem Entwurf von Albert Geutebrück errichtet.

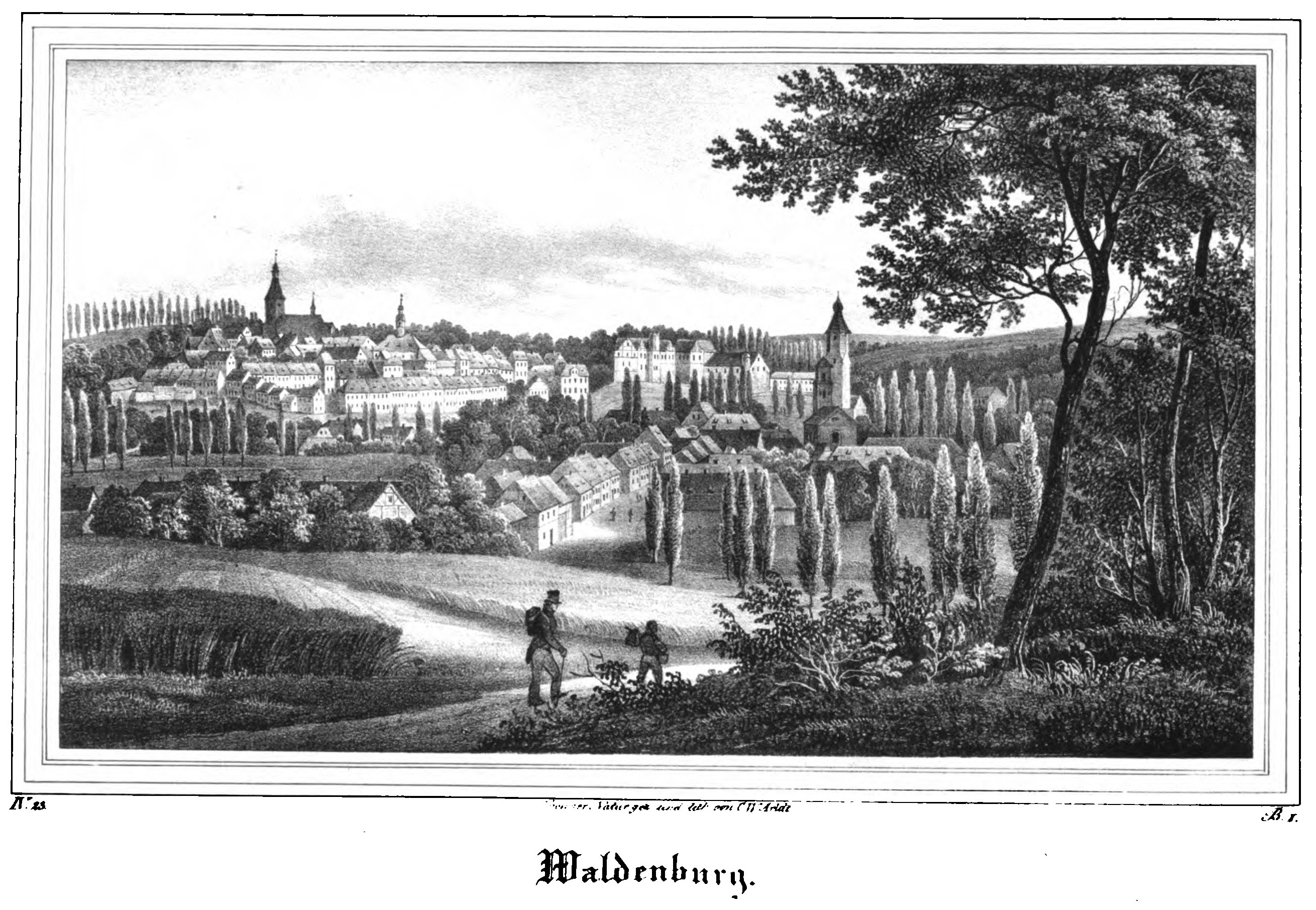
Waldenburg, Lithographie 1839

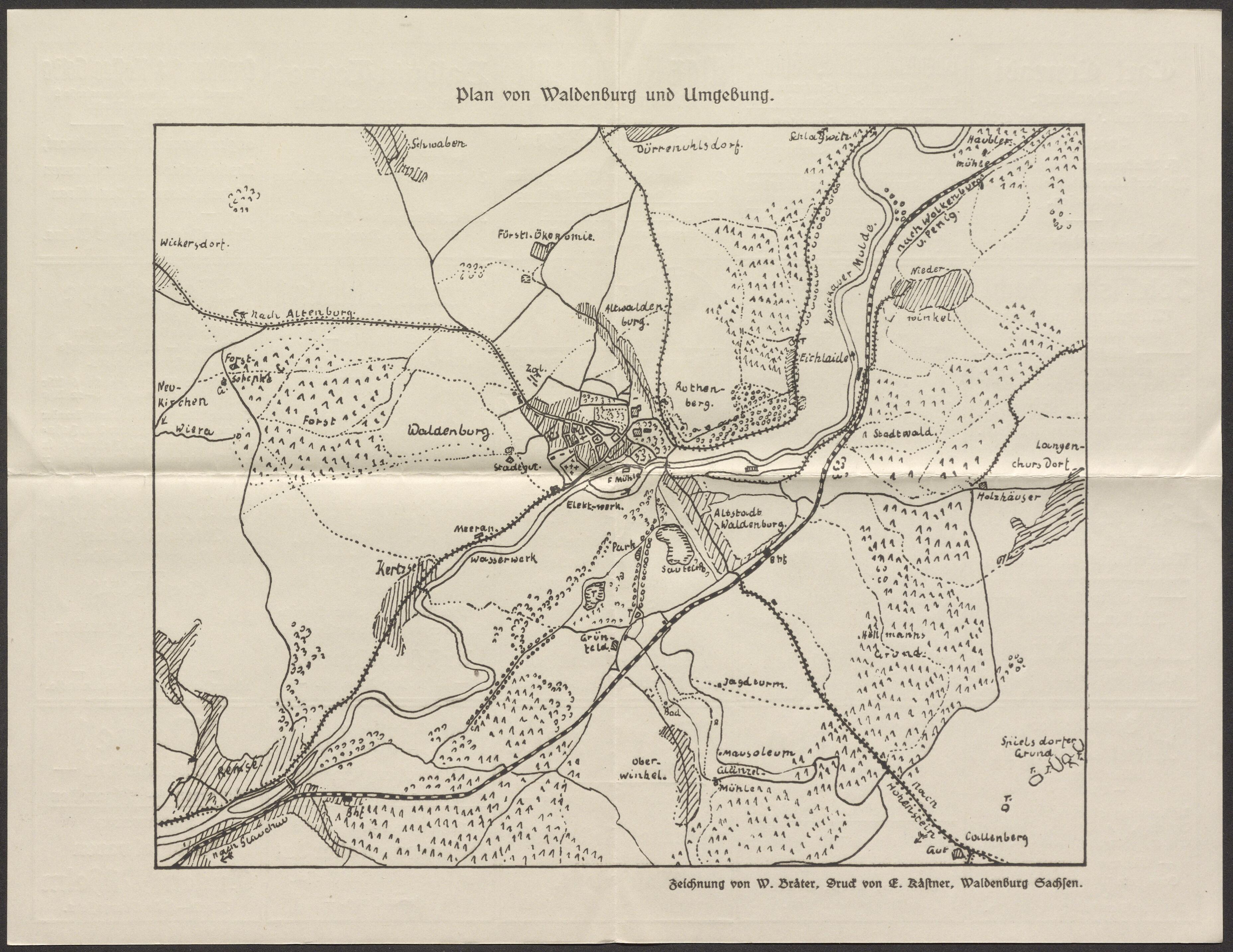
Karte von Waldenburg und Umgebung, um 1920

1843 eröffnete Fürst Otto Victor I. von Schönburg zum Andenken an seine Tochter Marie Caroline ein Krankenhaus mit Namen „Carolinenstift“. Zwischen 1844 und 1847 wurde das Waldenburger Museum, ein Naturkundemuseum, erbaut. 1848 wurde die Burg durch einen Brand zerstört. 1855 wurde das Schloss wieder erbaut. Von 1909 bis 1912 wurde das Schloss in seine heutige Gestalt umgebaut. 1927 wurde das Waldenburger Sommerbad gebaut. Die Oberstadt Waldenburg gehörte bezüglich der Grundherrschaft dem Rat der Stadt Waldenburg und bezüglich der Verwaltung bis ins 19. Jahrhundert zur schönburgischen Herrschaft Waldenburg. Am 10. Mai 1875 wurde der Bahnhof „Waldenburg“ der Bahnstrecke Glauchau–Wurzen (Muldentalbahn) südlich von Altstadt Waldenburg eröffnet. Ein bedeutender Erwerbszweig des Orts war die Töpferei, für die Waldenburg berühmt ist. Nachdem auf dem Gebiet der Rezessherrschaften Schönburg im Jahr 1878 eine Verwaltungsreform durchgeführt wurde, kam die Oberstadt Waldenburg im Jahr 1880 zur neu gegründeten sächsischen Amtshauptmannschaft Glauchau. Am 1. Juli 1928 erfolgte die Eingemeindung von Altstadt Waldenburg mit Grünfeld nach Waldenburg. Altwaldenburg mit Eichlaide folgte am 1. April 1934. Am 13. April 1945 endete in Waldenburg ein Todesmarsch für 500 Männer und 2500 Frauen vom Außenlager Altenburg des KZ Buchenwald, als amerikanische Truppen Waldenburg besetzten. 1945 wurden die Schönburger aufgrund der Bodenreform entschädigungslos enteignet. Das Waldenburger Schloss wurde 1947 als Tuberkulose- bzw. Lungen-Heilstätte eingerichtet, die bis 1998 existierte.
Durch die Verwaltungsreform von 1952 kam die Stadt Waldenburg zum Kreis Glauchau im Bezirk Chemnitz (1953 in Bezirk Karl-Marx-Stadt umbenannt). 1973 wurde ein Gemeindeverband mit umliegenden Gemeinden gebildet. Bei der Eingemeindung der Gemeinde Ebersbach in die Gemeinde Reinholdshain erfolgte am 1. Januar 1974 die Umgliederung des bisherigen Ortsteils Oberwinkel nach Waldenburg. Eine in die Außenwand der Pfarrkirche eingelassene Tafel zeigt folgenden Text: „In Dankbarkeit. In dieser Kirche begann im Herbst 1989 die friedliche Revolution in Waldenburg“. Die Stadt Waldenburg gehörte ab 1990 zum sächsischen Landkreis Glauchau, der 1994 im Landkreis Chemnitzer Land bzw. 2008 im Landkreis Zwickau aufging. Am 1. Juli 1992 erfolgte die Eingemeindung von Niederwinkel nach Waldenburg. Mit der Eingemeindung der Gemeinde Dürrenuhlsdorf nach Waldenburg wurde am 1. Januar 1999 die vier Ortsteile Dürrenuhlsdorf, Schwaben, Franken und Schlagwitz Ortsteile der Stadt Waldenburg. Mit der Einstellung des Schienenverkehrs auf der Muldentalbahn ging der Bahnhof „Waldenburg (Sachs)“ am 15. August 2002 außer Betrieb.

### Siedlung Naundorf (Waldenburg)
An der „alten Straße“, die von „Altstadt Waldenburg“ (Unterstadt) in Richtung Callenberg steil den Berg hinauf führt, befindet sich die heutige Siedlung Naundorf.
An etwas anderer Stelle, etwa dort, wo die heutige Umgehungsstraße weniger steil die heutige Siedlung Naundorf in Richtung Callenberg umgeht, befand sich am Callenberger Berg im Mittelalter das Dorf Naundorf, bestehend aus Bauerngehöften. Es wurde Mitte des 13. Jahrhunderts angelegt. Bis Ende des 15. Jh. waren viele Bewohner nach „Altstadt Waldenburg“ umgezogen. Der Boden hier war wohl nicht ertragreich. Letztlich fiel dieses ursprüngliche Dorf wüst. Somit ist das mittelalterliche Naundorf eine Wüstung oder Teilwüstung.

### Religion

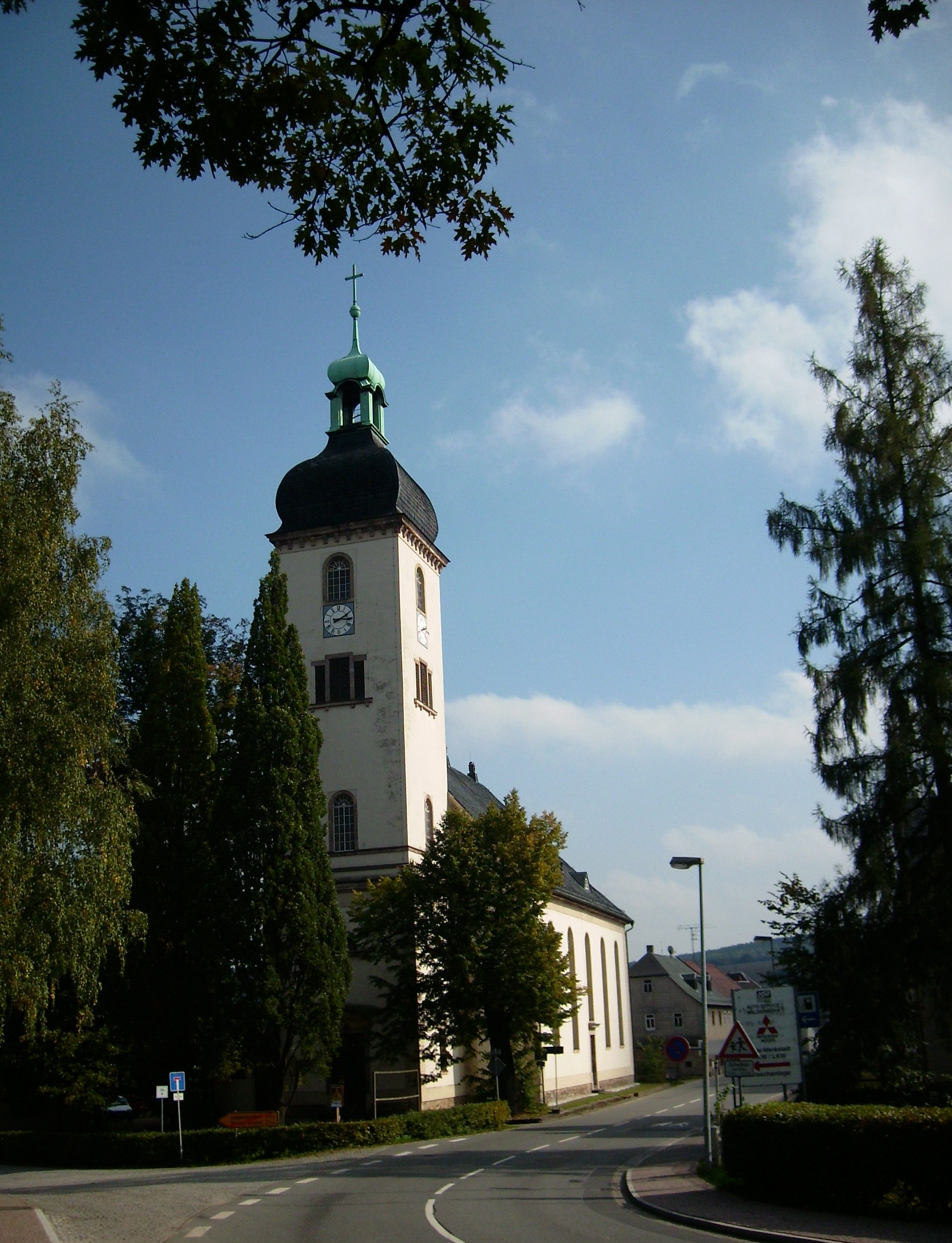
Luther-Kirche in der Altstadt

Die erste Kirche in Waldenburg wurde im 13. Jahrhundert erbaut. 1542 setzte sich die Reformation in Waldenburg durch.
Die Evangelisch-Lutherische Kirche ist mit der St.-Bartholomäus-Kirchgemeinde und der Lutherkirchgemeinde (beide im Schwesterkirchverhältnis; Ev.-Luth. Kirchenbezirk Zwickau) vertreten, die römisch-katholische Kirche mit der St.-Martin-Gemeinde (Kirche per Dekret vom 3. Februar 2023 profaniert; zuletzt in der Pfarrei Heilige Familie Zwickau im Dekanat Zwickau, Bistum Dresden-Meißen), die Siebenten-Tags-Adventisten mit der Adventgemeinde Waldenburg (in der Berlin-Mitteldeutschen Vereinigung) sowie die Pfingstbewegung mit der Evangelischen Christengemeinde Waldenburg.

### Eingemeindungen

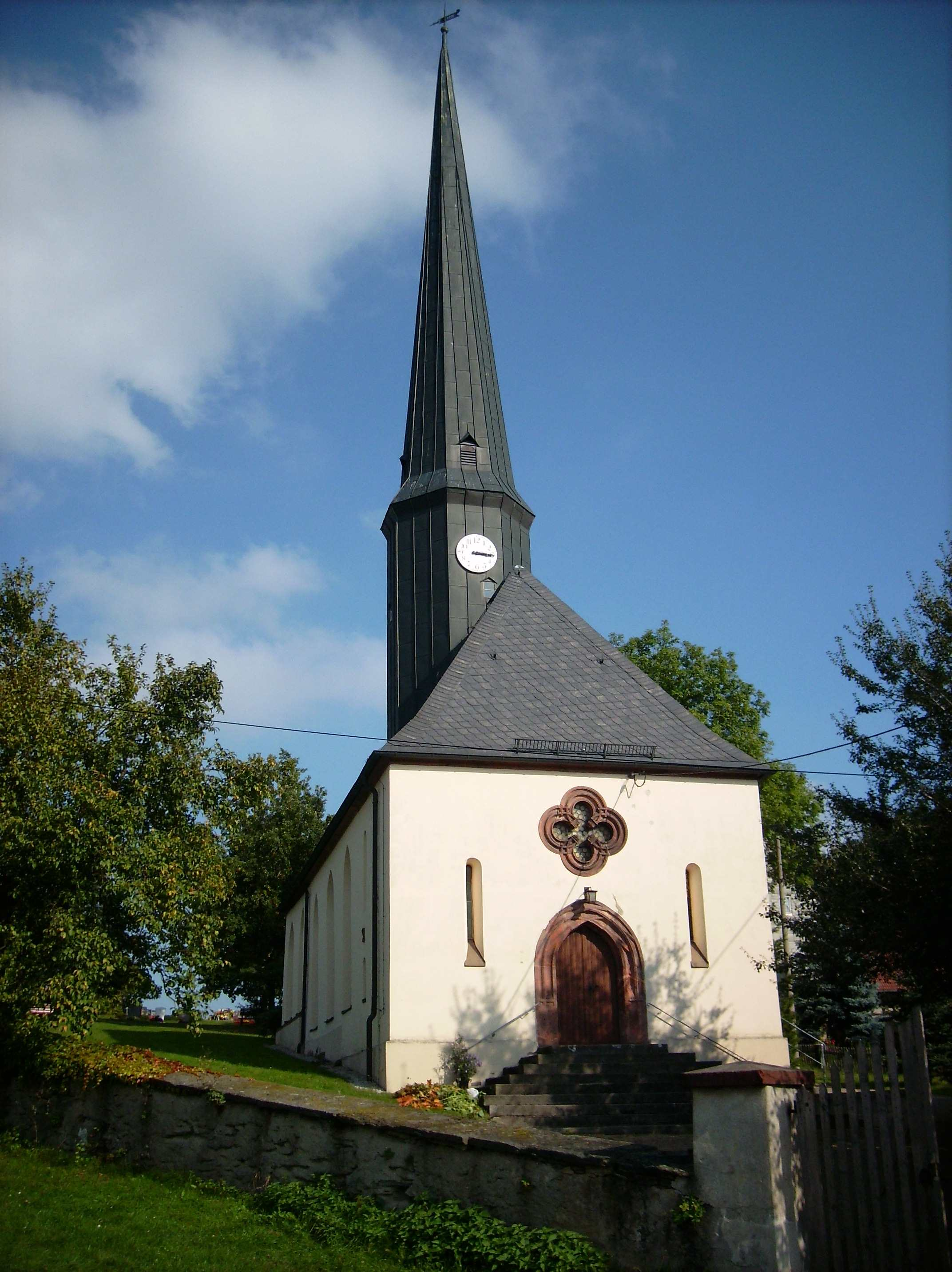
Kirche im Ortsteil Schwaben

| Ehemalige Gemeinde  | Datum          | Anmerkung                                                  |
| ------------------- | -------------- | ---------------------------------------------------------- |
| Altstadt Waldenburg | 1. Juli 1928   |                                                            |
| Altwaldenburg       | 1. April 1934  |                                                            |
| Dürrenuhlsdorf      | 1. Januar 1999 |                                                            |
| Eichlaide           | vor 1880       | Eingemeindung nach Altwaldenburg                           |
| Franken             | 1. Juli 1950   | Eingemeindung nach Dürrenuhlsdorf                          |
| Grünfeld            | vor 1880       | Eingemeindung nach Altstadt Waldenburg                     |
| Siedlung Naundorf   | ?              | relativ neue Siedlung, an Stelle einer früheren Wüstung    |
| Niederwinkel        | 1. Juli 1992   |                                                            |
| Oberwinkel          | 1961 1974      | Eingemeindung nach Ebersbach, Umgliederung nach Waldenburg |
| Schlagwitz          | 1. Juli 1950   | Eingemeindung nach Dürrenuhlsdorf                          |
| Schwaben            | 1. Juli 1969   | Eingemeindung nach Dürrenuhlsdorf                          |

### Einwohnerentwicklung
(ab 1998 mit Stand jeweils zum 31. Dezember)
| - 1815 – 1714 - 1819 – 1989 - 1830 – 2150 - 1834 – 2167 (353 Häuser) - 1933 – 5234 - 1939 – 5083 - 1998 – 4871 - 1999 – 4857 | - 2000 – 4870 - 2001 – 4762 - 2002 – 4725 - 2003 – 4661 - 2004 – 4637 - 2005 – 4604 - 2006 – 4529 - 2007 – 4492 | - 2008 – 4412 - 2009 – 4381 - 2010 – 4375 - 2011 – 4301 - 2012 – 4217 - 2013 – 4188 - 2018 – 4012 - 2019 – 4058 |

## Politik

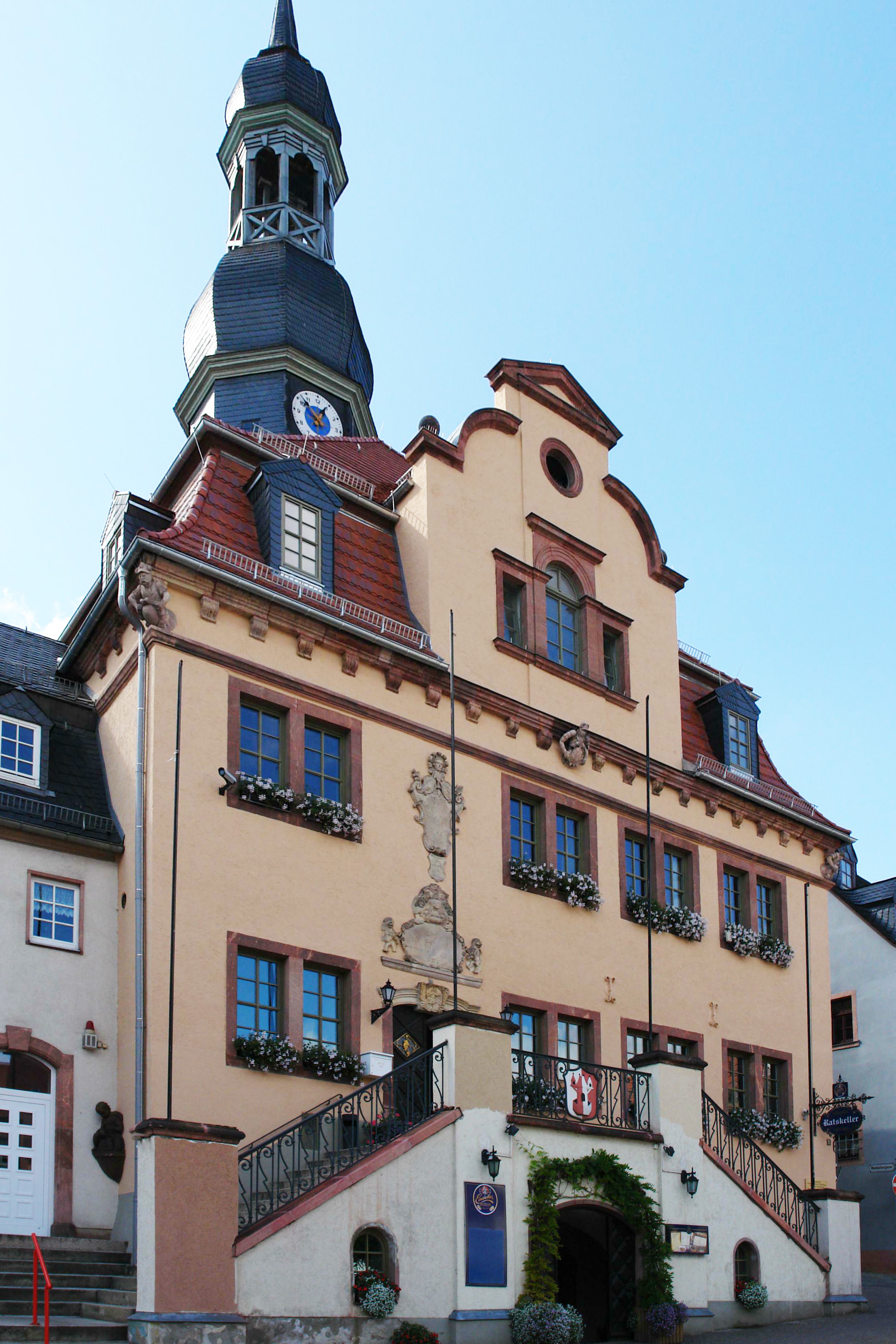
Rathaus

- SPD: 1
- Grüne: 1
- FW: 11
- CDU: 3

### Stadtrat
Seit der Stadtratswahl am 9. Juni 2024 verteilen sich die 16 Sitze des Stadtrates folgendermaßen auf die einzelnen Gruppierungen:
- FW: 11 Sitze
- CDU: 3 Sitze
- Grüne: 1 Sitz
- SPD: 1 Sitz

| Liste                                           | 2024   | 2024   | 2019   | 2019   | 2014   | 2014   |
| Liste                                           | Sitze  | in %   | Sitze  | in %   | Sitze  | in %   |
| ----------------------------------------------- | ------ | ------ | ------ | ------ | ------ | ------ |
| Freie Wähler                                    | 11     | 70,2   | 15     | 62,6   | 9      | 54,3   |
| CDU                                             | 3      | 19,9   | 3      | 20,8   | 5      | 27,3   |
| Grüne                                           | 1      | 5,4    | –      | –      | –      | –      |
| SPD                                             | 1      | 4,5    | –      | –      | –      | 3,9    |
| AfD                                             | –      | –      | 1      | 11,4   | –      | –      |
| Bürgerinitiative für gerechte kommunale Abgaben | –      | –      | –      | 5,3    | 1      | 6,1    |
| Linke                                           | –      | –      | –      | –      | 1      | 7,8    |
| FDP                                             | –      | –      | –      | –      | –      | 0,7    |
| Wahlbeteiligung                                 | 71,3 % | 71,3 % | 66,5 % | 66,5 % | 55,2 % | 55,2 % |

### Bürgermeister
Jörg Götze (Freie Wähler) ist Bürgermeister der Stadt Waldenburg. Er wurde 2022 ins Amt gewählt.
| Wahl | Bürgermeister | Vorschlag | Wahlergebnis (in %) |
| ---- | ------------- | --------- | ------------------- |
| 2022 | Jörg Götze    | FW        | 60,5                |
| 2015 | Bernd Pohlers | FW        | 91,6                |
| 2008 | Bernd Pohlers | FW        | 96,6                |
| 2001 | Bernd Pohlers | FW        | 57,0                |

### Städtepartnerschaften
Städtepartnerschaften bestehen mit
- Warthausen in Baden-Württemberg
- Noyelles-lès-Vermelles im französischen Département Pas-de-Calais

Daneben gibt es freundschaftliche Beziehungen zu den gleichnamigen Gemeinden Waldenburg in Baden-Württemberg und Waldenburg im Schweizer Kanton Basel-Landschaft.

### Wappen
| Wappen von Waldenburg | Blasonierung: „In von Silber und Rot gespaltenem Schild ein in verwechselten Farben ummauerter breitbedachter Turm, darauf zwei schwarze Knäufe, mittig ein großes Fenster und beidseitig ein spitzbedachter Erker mit schwarzen Knauf.“ |
| Wappen von Waldenburg | Wappenbegründung: „Waldenburg war eine Schönburgische Stadt […] Es zeigt einen ummauerten Turm mit Erkern. Die Grundfarben Rot und Weiß basieren auf den Farben der Schönburger. Als bildliche Grundlage dienen die seit dem 15. Jahrhundert genutzten Siegel. Die Stadtordnung von 1594 erwähnte ein kleines und ein großes Siegel. Die erhalten gebliebenen Siegel zeigen drei Türme – als reduzierte Darstellung der Stadtmauer und als Sinnbild für die gesamte Stadt. 1901 erteilte das Sächsische Ministerium des Inneren eine Genehmigung zur Nutzung dieses Stadtwappens.“ |

## Kultur und Sehenswürdigkeiten

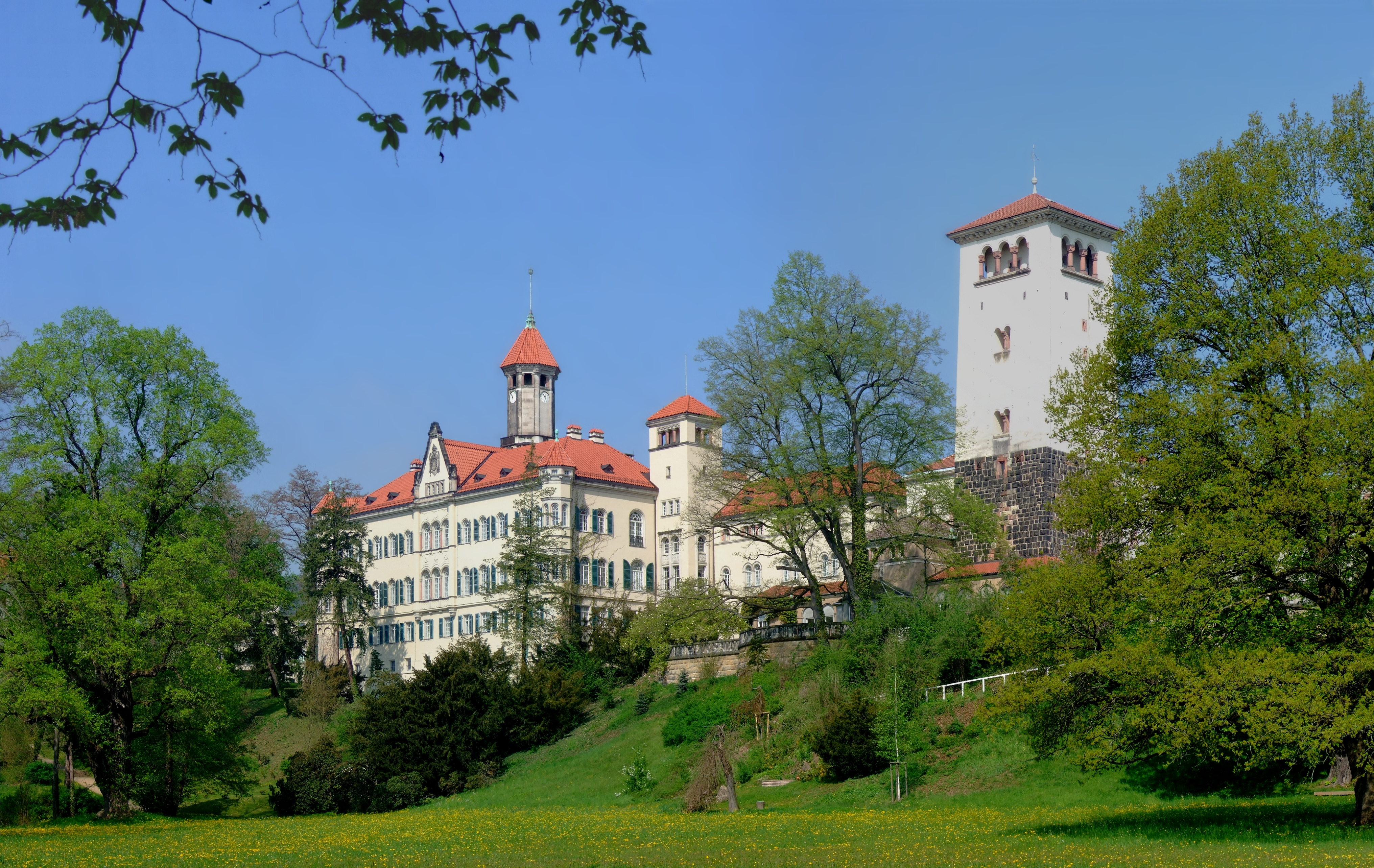
Schloss Waldenburg

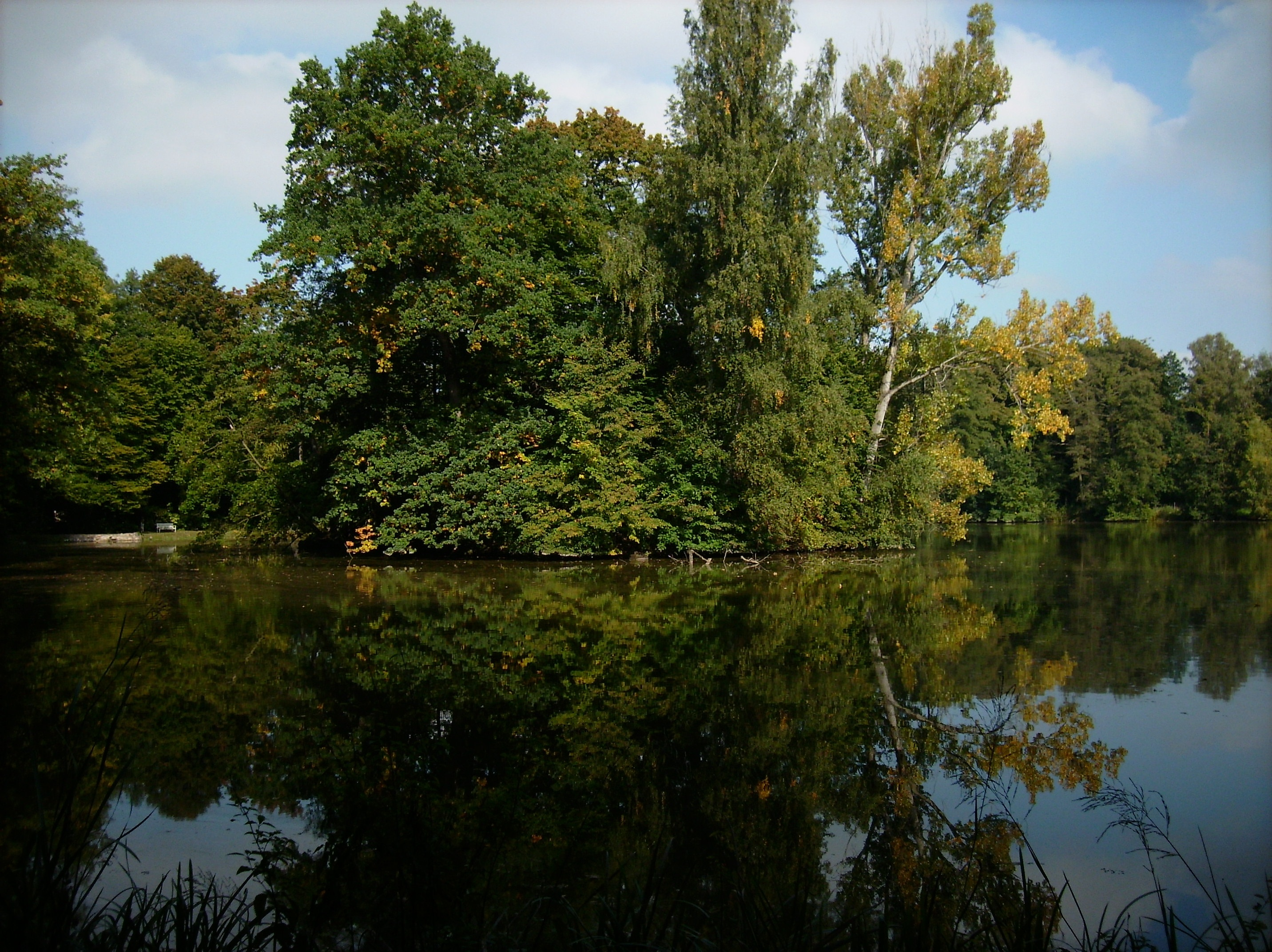
Elisenteich im Grünfelder Park

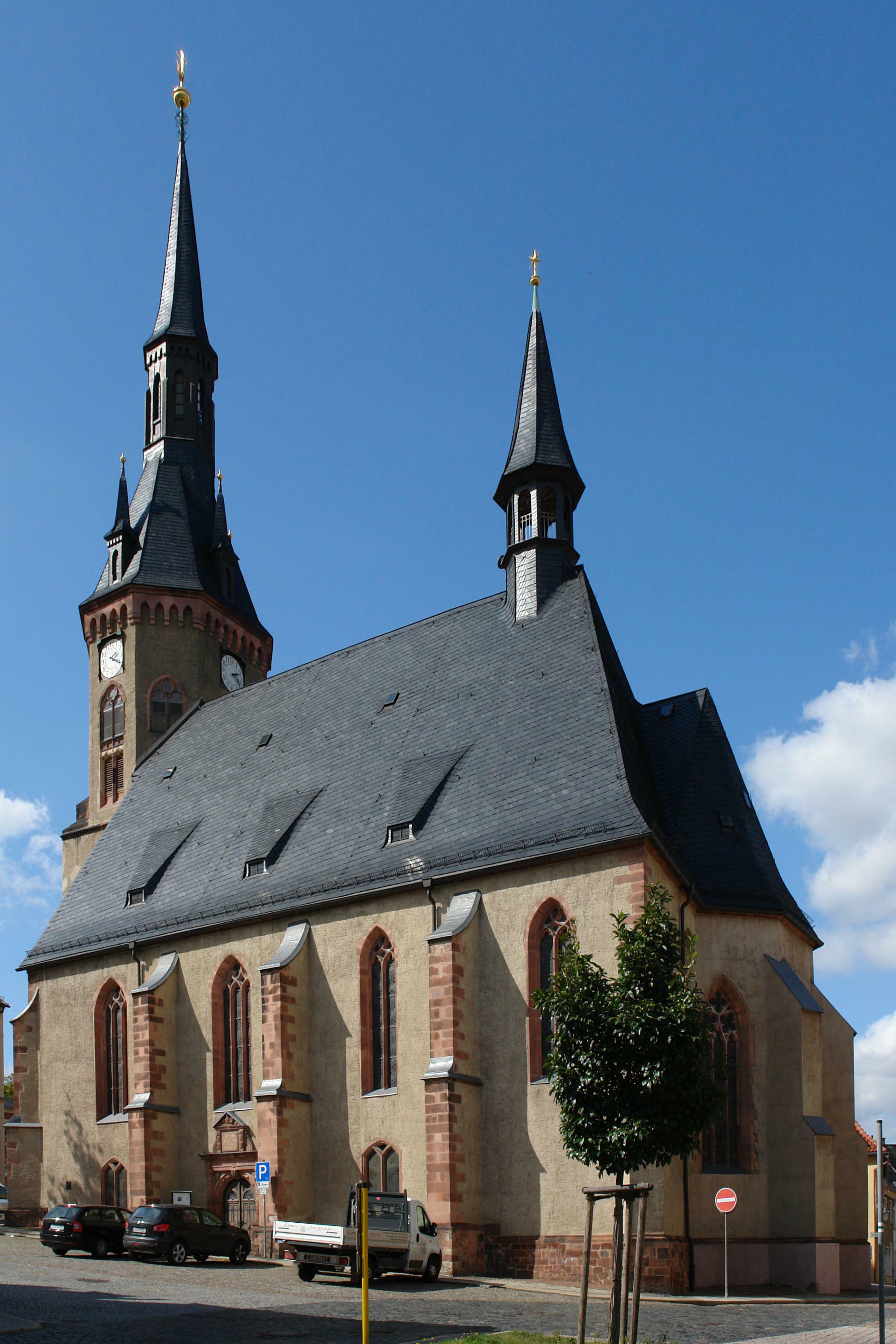
Pfarrkirche St. Bartholomäus

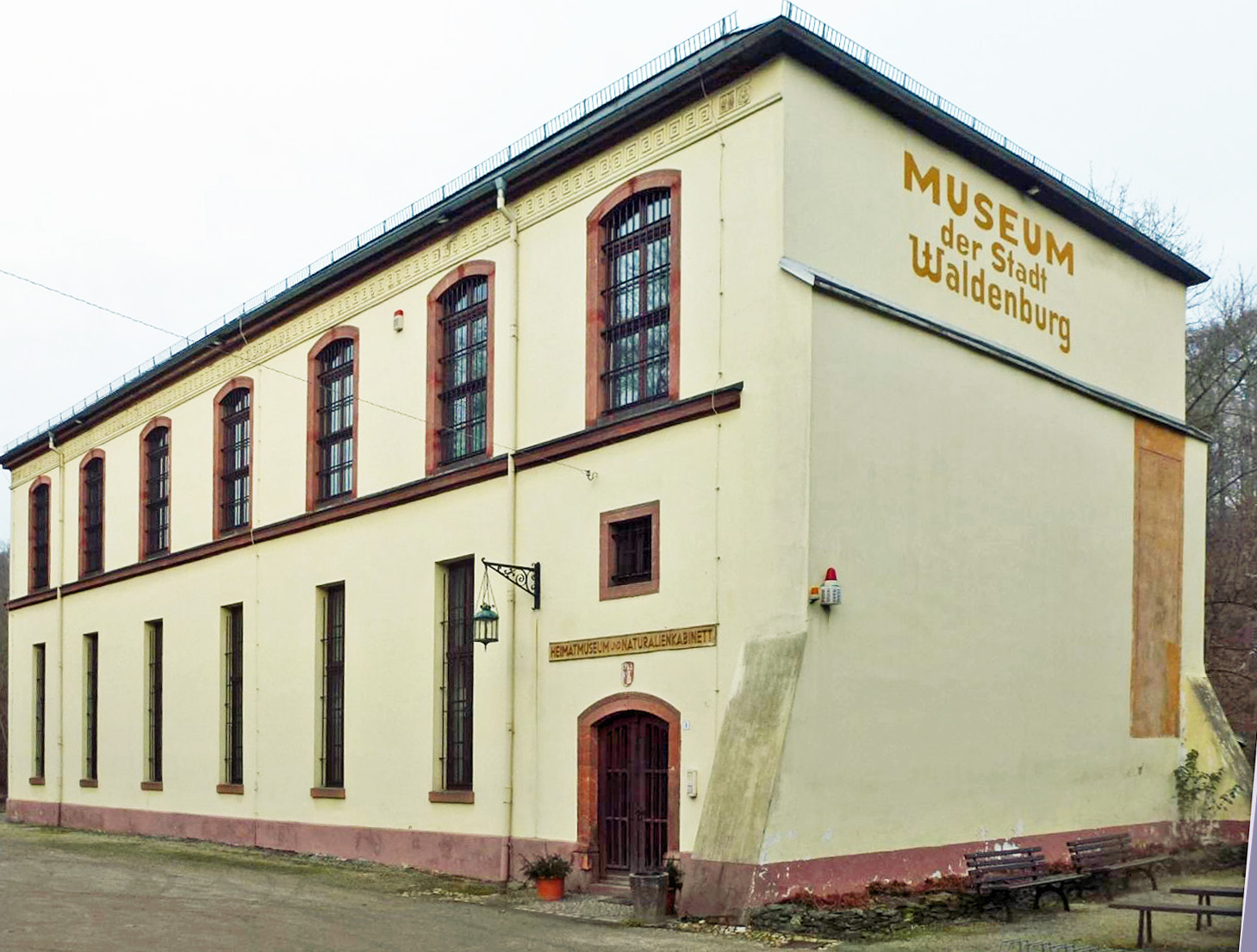
Heimatmuseum und Naturalienkabinett

### Theater
Mit ca. 1000 m² bespielbarer Fläche und reichlich 1100 Sitzplätzen gehört das Freilichttheater Waldenburg zu den größten und auch idyllischsten Bühnen Deutschlands. Es liegt im Herzen der alten englischen Parkanlage, dem Grünfelder Park in Waldenburg.

### Museum
Die bekannteste Sehenswürdigkeit von Waldenburg ist das Heimatmuseum und Naturalienkabinett u. a. mit einem einzigartigen Präparat eines menschlichen Fetus mit umfangreichen Fehlbildungen, das als „Hühnermensch von Taucha“ (1735) publiziert wurde.

### Modellbahnwelt
Das Modellbahnmuseum zeigt auf etwa 240 m² in einer „Zeitreise“ ca. 300 Modelle des historischen und modernen Modellbahnbaus und informiert über die Geschichte der Eisenbahn.

### Musik
Besonders erwähnenswert sind das Jazz Meeting, das Shafran-Festival, die Fürstlich Schönburgische Kapelle sowie zahlreiche Konzerte unter Planung des Vereins ARTIS CAUSA e. V.
Zudem verfügt das Europäische Gymnasium Waldenburg über einen eigenen Kammerchor.

### Bauwerke
- Pfarrkirche St. Bartholomäus, ein spätgotischer Bau mit zwei Schiffen aus dem 15. Jahrhundert
- Schloss Waldenburg im klassizistischen Stil, ehemalige Residenz des Fürsten von Schönburg-Waldenburg

### Parks
Eine Besonderheit von Waldenburg ist der Grünfelder Park mit dem Badehaus und dem ehemaligen Hotel „Glänzelmühle“. Im Badehaus finden seit 1999 Trauungen statt.

### Gedenkstätten
Eine Gedenkstätte im Stadtpark ist allen Opfern des Faschismus gewidmet, während es für die Häftlinge des Todesmarsches kein konkretes Gedenken gibt.

### Regelmäßige Veranstaltungen
- In der DDR gab es die Waldenburger Werkstatttage, an denen namhafte Maler, Grafiker und Keramiker teilnahmen.[35]

- alljährliches „Hexenbrennen“ im OT Schlagwitz im April
- alljährliche Schlauchboottouren auf der Zwickauer Mulde
- alljährlicher Basilikum-Markt im Mai
- alljährlicher Töpfermarkt im Juni
- alljährliches „Eichen- und Straßenfest“ im OT Schlagwitz im Mai
- alljährliches Backofenfest im OT Franken im September
- Aufführungen des Freilicht Theater Waldenburg e. V.
- alljährlich Bauernmarkt im September
- „Parkkunst“ alljährlich im September
- „Schlossweihnacht“ alljährlich am 1. Adventswochenende rund um das Waldenburger Schloss
- alljährliches „Kinder und Sommerfest“ an der Freilichtbühne im Grünfelder Park

## Wirtschaft und Infrastruktur

### Verkehr
Von Südosten nach Nordwesten wird die Stadt von der Bundesstraße 180 und von Südwesten nach Nordosten von der Bundesstraße 175 durchquert.
Waldenburg liegt im Verkehrsverbund Mittelsachsen. Die Muldentalbahn, die hier einen Bahnhof hatte, ist allerdings seit 2002 stillgelegt. Der nächste Bahnhof ist nunmehr Glauchau (Sachs), acht Kilometer südwestlich von Waldenburg an der Bahnstrecke Dresden–Werdau gelegen.

### Ansässige Unternehmen
Das traditionelle Töpferhandwerk, welches Waldenburg im Mittelalter weit über die Grenzen Deutschlands hinaus Exporterfolge brachte, ist auch heute noch in der Stadt von Bedeutung. Die sechs Töpfereien Am Alten Ofen, Grünert, Lorenz und Körner sowie die Keramikwerkstatt Peter Tauscher (* 1944) und Terra Mara erhalten das alte Handwerk vor Ort.
Weitere örtliche Unternehmen sind die Walburga-Bettwaren und die Bioservice-Waldenburg GmbH.
Größter Arbeitgeber in der Stadt ist der Trägerverein Europäisches Gymnasium Waldenburg e. V.

### Schulbildung
Zwischen dem Gymnasium und der Oberschule in Waldenburg besteht ein in Sachsen in dieser Form einmaliger Kooperationsvertrag. Dieser gewährleistet, dass die Mittelschüler das außerschulische Angebot des Gymnasiums ebenso nutzen können wie die Gymnasiasten.
- Altstädter Schule (Grundschule)
- Europäisches Gymnasium Waldenburg
- Europäische Oberschule Waldenburg
- Freie Jugendkunstschule Waldenburg

## Persönlichkeiten

### Söhne und Töchter der Stadt
- Nikol List (1654–1699), Räuberhauptmann
- Karl Heinrich Dzondi (1770–1835), Mediziner
- Theodor Hell (1775–1856), Schriftsteller, Dichter, Übersetzer und Publizist
- Christian Wilhelm Niedner (1797–1865), Kirchenhistoriker
- Julius Gerold (1808–1876), Komponist
- Ottokar Dörffel (1818–1906), Rechtsanwalt, Redakteur, Bürgermeister von Glauchau und Joinville (Brasilien)
- Otto Friedrich von Schönburg-Waldenburg (1819–1893), Mitglied im Sächsischen Landtag und seit 1859 3. Fürst von Schönburg
- Hugo zu Schönburg-Waldenburg (1822–1897), General
- Lorenz Held (1834–1911), Turner und Turnfunktionär
- Georg von Schönburg-Waldenburg (1828–1900), General  und Generaladjutant des sächsischen Königs
- Moritz Meurer (1839–1916), Maler und Grafiker sowie Kunstpädagoge
- Alfred Rehder (1863–1949), deutsch-amerikanischer Dendrologe
- Richard Kloß (1867–1934), Jurist und Präsident des Reichsfinanzhofs
- Richard Perner (1876–1955), Politiker
- Wolfgang Nitschke (* 1947), Ringer und Bundestrainer für das Freistilringen
- Axel Viehweger (* 1952), Politiker

### Persönlichkeiten, die vor Ort gewirkt haben
- Georg Melhorn (um 1513–1563) war erster Superintendent in Waldenburg
- Georg Friedrich Ayrer (1744–1804), Silhouetteur, Autographensammler und Jurist, ab 1772 Hofmeister bei Otto Carl Friedrich von Schönburg-Waldenburg (1758–1800), ab 1781 Gräflich (später Fürstlich) Schönburgischer Rat und Justizamtmann in Waldenburg
- Lothar Streit (1823–1898), Politiker, verbrachte seine Kindheit in Waldenburg
- Johann Traugott Sterzel (1841–1914), Paläontologe, studierte 1855–1860 am Fürstlich-Schönburgischen Lehrerseminar
- Karl May (1842–1912), Schriftsteller, war bis 1860 Seminarist am Fürstlich-Schönburgischen Lehrerseminar
- Wilhelm zu Wied und Sophie von Schönburg-Waldenburg (1885–1936) heirateten 1906 in Waldenburg
- Otto Victor II. von Schönburg (1882–1914) war das Oberhaupt der Linie Schönburg-Waldenburg und seit 1893 Fürst von Schönburg
- Kurt Welcker (1899–nach 1943), Zahnarzt mit Praxis in der Altenburger Straße und NSDAP-Kreisleiter
- Uwe Grüning (1942–2024), Schriftsteller und Politiker (CDU), MdL Sachsen (1990–2004), Medienrat Sachsen (2004–2016)[36], lebte 1951–1960 in Waldenburg

### Ehrenbürger
- Gerhard Winter
- Bernhard Ried
- Franz Leuthold
- Fritz Resch (postum)
- Dietmar Sieber (postum)
- Irmgard Frank